# Dubîșce, Kiverți
Dubîșce (în ucraineană Дубище) este localitatea de reședință a comunei Dubîșce din raionul Kiverți, regiunea Volînia, Ucraina.

## Demografie
Componența lingvistică a localității Dubîșce
     Ucraineană (98,59%)
     Rusă (1,41%)
Conform recensământului din 2001, majoritatea populației localității Dubîșce era vorbitoare de ucraineană (98,59%), existând în minoritate și vorbitori de rusă (1,41%).